# Иванова, Евгения Андреевна
Евгения Андреевна Иванова (род. 26 июля 1987, Горький) — российская ватерполистка, подвижный нападающий «КИНЕФ-Сургутнефтегаз» и сборной России. Заслуженный мастер спорта.

## Карьера
Водным поло начала заниматься по рекомендации отца — Андрея Владимировича (1959—2007) — бывшего ватерполиста, Президента Федерации водного поло Нижегородской области, тренера. Также водным поло занимался дед — Иванов Владимир Николаевич (1930—1975).
В клубной карьере выступала за нижегородский «Олимп», подмосковный «Штурм-2002» и «Югру» (2013/14). Серебряный призёр чемпионатов России (2012, 2013).
С 2013 года — в составе «КИНЕФ-Сургутнефтегаза», в сезонах 2013/14 и 2014/15 стала чемпионкой России. Кроме того, осенью 2013 года стала обладателем Кубка России.
Привлекалась в юниорскую сборную, в составе которой дважды (2005, 2006) становилась чемпионкой мира.
В составе сборной России трижды становилась чемпионкой (2006, 2008, 2010) и серебряным призёром (2020) Европы. А в 2011 году стала бронзовым призёром чемпионата мира.
В 2011 году стала мастером спорта международного класса.
Участница Олимпиады-2012 в Лондоне.

## Награды
- Медаль ордена «За заслуги перед Отечеством» II степени (25 августа 2016 года) — за высокие спортивные достижения на Играх XXXI Олимпиады 2016 года в городе Рио-де-Жанейро (Бразилия), проявленные волю к победе и целеутремленность[4].
- Почётная грамота Президента Российской Федерации (2013) — за высокие спортивные достижения на XXVII Всемирной летней универсиаде 2013 года в городе Казани.